# Spilosoma rhododactyla
Spilosoma rhododactyla là một loài bướm đêm thuộc phân họ Arctiinae, họ Erebidae.